# とりどりことり
『とりどりことり』は、竹田エリによる日本の4コマ漫画作品。『週刊ヤングジャンプ』（集英社）にて、2008年18号から2010年17号まで連載されていた。単行本は全3巻。

## 作品概要
仏教系女子校「三宝鳥学園」（ぶっぽうそうがくえん）を舞台にした4コマ漫画。本作ではメインキャラクターのたいらやかさねなどを除き、苗字以外の名前を与えられていないキャラクターが多い。そのため口の悪いキャラが多いことも相まって、苗字以外では「あんた」「お前」という代名詞がよく使用される。
本編は学園生活を描いた作品ではあるが、基本は『私立T女子学園』同様にブラックユーモアな仕上がりとなっている。登場人物も、大体が変人であるものの、本人以外の変質的特徴に対しては過剰なまでのツッコミを入れるものの、それでいて平穏無事なストーリー展開となっている。

## 主な登場人物

### 三宝鳥学園・生徒
たいら / 平賀たいら（ひらが たいら）
この作品の主人公。
活発で、適度にブラック感と毒を併せ持つ女子高生。
犬が好きなようだが、そう思えないどころか、虐待を匂わせる場面ばかりが目につく。
自分の利益・都合を優先させる節があり、口も悪く、言わなくてもいいことも、それがたとえ初対面の人物や教師相手であっても平気でズケズケしゃべるため、よく相手を怒らせる。だが、本人が反省する場面はほとんどない。
人見知りをしない性格なので、人が集まりやすく、友人も多いなど、ブラックな部分を除けば、普通の女子高生である。
時々、無性に恋愛をしたくなる性質があり、適当な男子を捕まえてはデートをするなどして発散しており、通称イチャラブモードという。
後述のかさねの友人でもあるが、かさねとの友情を疑いたくなる場面が多すぎる。
裏を返せば、それすら超越した仲なのかもしれない。
よく、『私立T女子学園』の登場人物の竹田がしていたような目つきになることがあり、その時の言動は竹田同様のものとなる。
学園祭での神仏喫茶にて、コスプレした神仏は千手観音であるが、タコの化け物にしか見えない。
かさね / 八重樫かさね（やえがし かさね）
この作品のもう1人の主人公。
控えめで真面目な性格で、制服も規定通りに着用している。
もっとも、その理由はマジメだから、というわけではない。
家は、カレーに肉を入れる代わりに、肉のコーナーにあるから肉代わりにしている餃子の皮を入れるほどのかなりの節約倹約家であるらしく、たいら曰く赤貧、またはケチだが、自身は清貧であると言い切っている。
どちらにしろ貧乏という意味ではある。
貧乏であるにもかかわらず私立の高校に通っているのは、都立高校には受験で落ちてしまったため。
家が貧乏ではあっても、私立の高校には通える程度の経済力はきちんとある模様。
自身の性格は悪いわけではなく、むしろこの作品では希少な常識人ではある。
しかし、時折貧乏じみた行動や発言をとることもしばしば。
人当たりが良いのだが、実は極度の人見知りであり、出会って3か月以上の時間が経たないかぎり、その人物を友達とは認定しないなど、見えない心のカベが大きい。
唯一の友人であるたいらであっても、たいらから話しかけても完全無視状態を続け、かさね自身から話しかけてきたのは出会って6カ月経ってからだった。
しかし、喧嘩をした際の仲直りには2年の月日を要した。この性分が発覚した際の被害者は後をたたない。
たいらに対してのみ強気になれるが、人見知りの性格を自覚している分、たいらを頼っている節も見られる。
もしもお互いが異性同士だった場合は付き合っていただろうかと、たいらと一緒にイメージをしてみた際は、決してありえないという答えをお互いに出していた。
恋愛に対しても無頓着である。
異性相手であっても、その親切な対応と物腰は変わらないが、滝谷のストーカー行為にはさすがに辟易している様子。
学園祭での神仏喫茶にて、コスプレした神仏は迦陵頻伽であるが、鳥人間にしか見えない。
鷹子様 / 狩野鷹子（かのう たかこ）
たいら、かさねの同級生で、学園入学式で最初に出会った人物。
かなりの金持ちであり、言葉遣いや容姿もまさに絵に描いたようなお嬢様。
お約束のように、家にはメイドもいるらしい。
髪はブロンドで、足元に届くほど長く、キューティクルは完璧。
価値観とスケールのズレ、世間知らずな部分が多々見られるなど、典型的なお金持ちキャラである。
性格は至って穏やかで、たいらやかさねを何度も家に招待したり、クラスメイト達をクリスマスパーティに誘ったりなど、社交性が高いため、友人も多いが、本人はきちんと金持ちと庶民の区別を無意識にしている。
学園は制服着用が義務なのだが、どこかの城のお姫様のドレスのようなアレンジをした制服をいつも着用している。
制服は毎日、さらにレベルの高いアレンジを施し、制服としての原型をとどめていない状態で登校をしてくるため、どう見てもコスプレにしか見えない。学校の許しは得ているようではある。
服装検査の際は、髪型は別として、規定通りにはきちんと着用していた。なお、その時しか規定通りに着たためしがない。
ラーメンの食べ方にもマナーを徹底するなど、お嬢様としての品行レベルはかなり高い。
それだけのお嬢様であるにもかかわらず、貧乏なかさねでも入学できる仏教系女子高に入学してきた理由は不明である。
飼犬のぬい君と"お父さん"との愛くるしいやり取りを撮影するプロジェクトに全力を注いでいる模様。
ペットはぬい君以外にも、やたら態度の大きい七面鳥を飼っている。
かなりの金持ちではあるのだが、何を生業にしている家なのかは、結局不明のままである。
学園祭の回には登場しなかったため、神仏喫茶では何のコスプレをしたかは不明。
宇月ゆう（うづき-）
たいら達の同級生で、クラスメイト。
自他供に認めるかなりの男好きで、当初まだ出会ったばかりの、初対面のかさねへの第一声で「男、紹介してよ」と発言するほど、執着が強い。
男に対して、「姫宮花音（ひめみや かのん）」という偽名を使っていたこともあり、拡散歓迎の対男専用の携帯アドレスを持っている。
三宝鳥学園に入学したのも、女子高だから＝男ウケがいいから、という理由である。
デートの際に着る服のレパートリーが尽きた場合、大抵の同級生たちは服のやりくりに悩んでいるのだが、彼女の場合は新しい服を買うのではなく、男を切り捨てることで、この悩みを解決している。
小山田と一緒にツッコミ担当を行うことが多い。
かなりの厚化粧らしく、すっぴんの際は、邪念が取り除かれたと言われるほど別人に見える。鷹子曰く特殊メイクとのこと。
さらには、霊よりも存在が薄くなる。回が進むと、その薄さには磨きがかかっている。
メイクの工程は小山田に漫画の描き方と評されるほど。
学園祭での神仏喫茶にて、コスプレした神仏は阿弥陀如来で、メニューの選択に悩んだお客には、あみだくじ代わりとして背中をなぞることに重宝された模様。
小山田（おやまだ）
たいら達の同級生で、クラスメイト。
自称“女史”の、雑学に詳しい少し太った女子高生。
昔話の「鶴の恩返し」に「擬人化萌え」を感じるなど、少々オタク気質が見え隠れしている。
かなりの甘いもの好きで、あんこやジャムをのせたご飯でさえも食べられるほどであり、食べ物を噛まずに丸呑みしたり（アマとは違い、喉に詰らない）、握り飯を寿司の食い方で口に運んだり、ケーキの注文単位がホールごとだったりと、太っている原因要素が要所に見受けられる。
一度だけ、別人のように痩せた姿で登場したことがあるが、その回の終わりにリバウンドしていた。
目が充血した顔は、霊そのものである。
宇月と一緒にツッコミ担当を行うことが多い。
学園祭での神仏喫茶にて、コスプレした神仏は魚籃観音であり、それにちなんで魚の代わりにタイヤキの入った袋を携えているが、そのタイヤキを常時食べている。
アマ / 若葉梢（わかば こずえ）
たいら達の同級生で、クラスメイト。
尼になれると思って三宝鳥学園に入学してきたという変人。
剃髪をするために、髪を切ることなく伸ばし続けており、足元に届くほど髪長く、毛先は死んでいる。
初登場当初、尼になるために入学してきた顛末や、髪の毛先をたいら達に散々馬鹿にされ落ち込んでいたところ、たいらに「アマ」とあだ名をつけられることで励まされ、以降大半の生徒は本名ではなく「アマ」と呼ぶようになった。
むしろ余計にいじめになるのではないかと、かさねからツッコまれているが、アマ本人はまんざらでもない様子である。
上記のような奇異的特徴を除けば、基本は普通の女子高生である。
和田教員のことを、神的に高い設定で尊敬しており、調理実習のカレーを、和田教員用に野菜カレーにして差し入れにするなど、好意的な行動が多々見られた。
2年次のクラス替えで、担当教員がつるりんに代わってしまった際は、ショックでひどく落ち込んでいた。
食事の仕方がかなり汚く、食べ物を丸のまま口に運んだり、こぼしたり咽たりなどマナーが悪いが本人は指摘されるまで自覚していなかった。
また、マゾなのではないかと思われるほど、修行願望が強く、極寒の滝に打たれることも全く厭わないほどである。
学園祭での神仏喫茶にて、コスプレした神仏は地蔵菩薩で、来店客からはお供え物としてアメをもらっていた。
モッチー / 持田（もちだ）
たいら達の同級生で、クラスメイト。
たいらなどからはモッチーと呼ばれている。
かなりズボラな性格で、暇さえあれば寝ている。
髪はたいていボサボサの状態で、とりあえず縛ってポニーテールにしている。
結構なクセ毛らしく、服装検査対策のために二つ結びにしようとした際は、呪われたような髪型になってしまった模様。
学園への登校さえも面倒臭がり、通信制に行けばよかったと後悔するほど。
制服は前を開けたままだったり、首リボンを適当に結ぶなど、きちんと着用したためしがない。
入学当初から常にパンツスタイルであり、本人いわく、スカートだとパンツが見えるからそうしているらしい。
夏服の時と体育の時だけブラジャーを着用しているが、それさえも面倒臭がっている。
普段着でも、学校指定のジャージを着ている。
運動神経は良く、運動会ではリレーのアンカーを任せられるほどで、中学時代は鹿の足を持つ女と評されていたが、その由来は足の速さとは全く関係が無い。
しかし、朝の占いの結果を信用したりと、変なところに繊細な部分が見え隠れする。
高熱を出した際は、普段が低体温のためなのか、人が変わったかのようにハツラツとした性格になる。
ペンギン達に対する扱いがかなり雑なため、本人に悪意はなくとも、ペンギン達には嫌われ、憎まれている模様。
学園祭での神仏喫茶にて、コスプレした神仏は不動明王で、炎のようなヘアスタイルとなっている。

### 三宝鳥学園・教員
和田先生（わだ-）　
三宝鳥学園の教員の1人で、男性。
坊主であり、僧侶でもある。既婚者でもあるらしい。
たいら達が1年生の時のクラス担任。
いつもニコニコした表情を浮かべているが、目が開いたときは大抵怒りを見せているときであり、その姿は恐怖を感じる。本当は"笑ってない"という説がある。
どこからどう見ても修行僧にしか見えないため、たいら等は陰で和尚と呼んでいる。
常に警策を持っており（まさに修行僧）、生徒たちを叱る際はその警策で頭を打つ。
場合によっては縦に叩き、それがバットに代わる可能性もある。
料理が得意で、手料理を生徒たちに振るっていた際は、生徒たちに"嫁に欲しい"と思われた。
バターが品薄になった際は、怒りと微かな狂気を匂わせていたため、只者ではないのは明らかである。
つるりん / 鶴見倫子（つるみ りんこ）
三宝鳥学園の女性教員の1人。
家庭科目担当。学園の卒業生でもあり、和田教員の元教え子でもある。
家庭科の教師だが、授業の仕方や内容、生活様式や料理の方法はまるで家庭的ではない。
見た目は清楚系女性なのだが、中身はこの作品の中でもトップレベルに黒い。
生徒の自主性尊重との言い分で、授業は基本的に放任主義である。
生徒たちからは“つるりん”と呼ばれているが、そう呼ばれると必ずと言っていいほど「つるりん言うな」と言う。
ストレス発散として皿を割ったり、喫煙をするようなのだが、喫煙はある時に限定的に吸うらしい。
子供の頃、“指切り殺しのリン”と恐れられていたらしい。
たいら曰く、根暗だと思われる。
黄場（きば）
学園長代理、男性。
三宝鳥学園の学園長の親戚で、学園長不在の中、代理として学園にいる男。
学園の生徒を盗撮したり、卑猥なことを平気で言ったりやったりと、通報レベルの行動を日常茶飯事行っており、正真正銘の“変態”である。
早い話が、バカの三代目。
生徒たちからはもちろん、教師たちからも厄介者扱いされており、教頭からは「お前」と呼ばれることもしばしば。
ペンギン達が現れてからは、彼らの面倒を見る係をするようになり、鳥たちのハウスに住み着く（ひきこもる）ようになる。
以後は校内引きこもりだの、学園ニートだのと呼ばれているが、本人は充実をしている模様。
登場当初はガチで気持ち悪いことばかりをしていたが、回が進むにつれて奇行を起こさなくなっていった。
教頭先生
三宝鳥学園の教頭で、男性。実名は不明。
黄場の目付け役のような立場をとらされているが、黄場の数々の問題に頭を悩まされており、以前よりも面影が変わってしまっている。
キバタンが学園長室に迷い込んだ際は、無理やり学園長の代わりに仕立て上げようとしていた。
黄場に対しては立場上、とりあえず学園長代理として対応するが、大抵は怒っており、大体「お前」と呼ぶことが多い。

### かもめ水平男子校
滝谷成実（たきやなるみ）
かもめ水平男子校の生徒で、学年はたいら達と同じのメガネ男子。
血液型はA型である。
変にモミアゲが長い。
鼻血体質のため、大概鼻血を出しており、それをネタに三宝鳥学園の裏サイトに写真まで投稿された被害者でもある。
かさねに好意を抱いているが、行動はまさに変態、ストーカーそのものにしか見えない。
物語後半は、残念としか言いようのない行動をさらに取るようになる。
鷹子ほどではないが金持ちである。だが、鷹子には笑われている。
そうかと思えば、特売セールのボックスティッシュを無意識に買ったりするなど、どこか庶民臭い一面もある。
そうかと思えば、幼少時代に遊んだ王様ゲームで服部兄弟に命令した内容を、今もなお継続させているなど、お坊ちゃま風を吹かしている部分もある。
たいらを女扱いしておらず（初対面および、日頃の対応が最悪のため）、トーテムポールに例えたりベルゼブブと呼んだりと邪険にしているが、たいらがいなければかさねとの接点が無くなるのも事実。
五月病になった際は、「精神世界の暗黒の海に沈みたゆたう“闇滝谷”が目を覚ます」という名目で、キャラがかなりウザく変貌していた。
修学旅行で京都に行った際、かさねへのお土産として舞子のカツラをプレゼントしたが、これまでにない拒否反応を示された。
服部右心（はっとり うしん）
かもめ水平男子校の生徒で、滝谷の幼馴染。
服部兄弟（双子）の弟の方で、髪の分け目が本人から見て右側なのが特徴。
血液型はＢ型で、左心も同じである。
兄弟供に仲が良く、同じ学校に通い、同じ家に住み、同じベッドで寝る仲である程。
二段ベッドではなく、諸般の都合で、ダブルベッドであるが、あくまで兄弟仲が良いだけのことらしい。
兄の左心に比べると若干口が悪く、勝ち気な性格。
たいらとはデートの経験があり、滝谷の悪口を言い合うことで気が合った。以後もメールのやり取り等を行っている模様。
服部左心（はっとり さしん）
かもめ水平男子校の生徒で、滝谷の幼馴染。服部兄弟（双子）の兄の方で、髪の分け目が本人から見て左側なのが特徴。
兄ではあるものの、弟の右心のほうが強気なため、控えめに見えてしまう。
滝谷と右心はたいらを呼び捨てで呼ぶが、左心は“平賀さん”と呼ぶなど、右心に比べるとまだ丁寧な部分がある。

### 動物たち
お父さん
平賀家で飼われている、名前が"お父さん"というメスの雑種犬。
見た目はかわいい犬なのだが、中身はかなり残忍な性格をしており、飼犬のはずなのによく野生に戻ったり、ハイエナのようになったりする。
たいらをご主人として認識しておらず、鷹子の家に預けられた際、鷹子こそが真の飼い主であると目覚め、以後も貪欲に鷹子の飼犬の座を狙っている。
逃げるときは、きちんと尻尾を巻いて逃げる。
にゃんこ
小山田宅で飼われている猫。
名前は専用の水飲み器に書かれている文字から読み取れる。性別は不明。
ぬい君
鷹子が飼いはじめた、血統書付きの秋田犬のオスの子犬。
まだ子犬にもかかわらず、成犬の"お父さん"ほどに体が大きいが、中身は子犬そのもの。
純粋な性格をしているため、"お父さん"から大概ひどい目に遭っているが、"お父さん"のことはお姉ちゃんと呼び、慕っている。
お金持ちの鷹子のもとで育っているためか、キレイなお布団がないと寝られなかったり、道に落としたメンチカツを食べられないなど、お坊ちゃま感が満載にでており、その都度"お父さん"に殴られている。
物語が進むにつれ、被害規模の大きさはエスカレートしている。
キバたん
キバタンという名前の、雄のオウム。
三宝鳥学園の学園長室に迷い込んだ際、たまたま黄場代理が不在だったためか、教頭達により学園長として奉られ、以後は本当に学園長として、マスコット的な意味合いも含めて学園で飼われるようになる。
かなり頭が賢いため、自分の意志で言葉を喋ることができる。
当初は黄場しかそのことを知ってはいなかったが、いつの間にか学園の人間には知れ渡っていたようで、たいら達に説教をしている場面がある。
ペンギンたちの親的存在でもある。
前世の記憶があるらしいが、かなり意味のない記憶となっているらしい。
ペンギントリオ（ペン吉、ペン太、ペン助）
皇帝ペンギンの雛の三つ子。
オスなのかメスなのか、識別ができていない。
口調が京都弁または関西弁であり、ペンギンだが寒いのが苦手という、自然の摂理に反した生態に変化している。
三宝鳥学園の校門に、捨て猫のように捨てられていたところを学園に拾われ、以後は黄場とキバタンのもと、飼われるようになり、キバタン同様、学園のマスコットとなる。
七面鳥（しちめんちょう）
狩野家で飼われている七面鳥。
もともとは、ぬい君のために鷹子がクリスマスプレゼントとして食用に用意したものだったが、諸事情で食べなかったため、以後飼われるようになる。
"お父さん"とは初対面時には格闘していたが、その後は盟友となる。
口調が女王様である。

### その他
ドクター宅見（たくみ）
滝谷の手術を受け持った、若き医者の青年。
医者としてはかなり失格レベルである。
注射に関しては、みつばちタックンと呼ばれるほどの腕前であるらしい。みつばちは一度刺したら自身は死ぬらしい。
よく滝谷の行く先々に現れ、滝谷、さらには服部兄弟をも事件や珍事に巻き込む、いわばトラブルメーカー。
たいら母
たいらの母親。名前不明。
顔はたいらに似ており、洗濯の柔軟剤にはかなりのこだわりがある様子。
ヨシュアさんとマリーさん
たいらによって滝谷に出題されたシルエットクイズで登場した、謎の2人。
マリーさんは、ヨシュアさんの孫らしい。
ハイヂさん
動物の話す言葉が理解できるという、世界が認めた特殊能力をもつ謎の外国人の女性。
鷹子主催の"お父さん"とぬい君の隠し撮りプロジェクトの際、通訳役スタッフとして大活躍しており、"お父さん"の汚い言葉づかいであっても、しっかりと翻訳している。
ただし、心の無い動物、例えば野生に戻ったりした時の言葉は翻訳ができないらしい。
- 他にも、「メリーちゃんと羊」に登場していたキャラらしき者達が、時折登場している。

## 登場する場所、地名など
三宝鳥学園（ぶっぽうそうがくえん）
仏教系の女子高等学校。
たいらは入学式直前まで、仏教系の学校だと知らなかった模様。
校外活動に寺見学や法話があり、研修旅行の感覚で、冬の雪深い山寺で合宿を行ったりしている。
制服は女子高には珍しく、学ラン仕様の上着にスカート。
夏も、半袖タイプの学ラン仕様となっており、首元に大きめのリボンを結んでいる。
また、スカートの他にも、パンツスタイルをすることも可能となっており、身だしなみチェックの際は、スカート丈を短くした生徒たちの大半はパンツスタイルで難を逃れている。
ごくごく一部の生徒は、パンツスタイルになる際は髪型とブレザーさえもアレンジをする。
体育祭では、2年生生徒が毎年伝統となっているダンスを踊るらしいが、見る側はかなり微妙な気持ちになる。
奉仕活動の一環で、軽く銃刀法違反な大鎌を使って、学校の除草作業を行ったりするが、仏教的な色付けを除けば、普通の女子高とほぼ同じ。
校内に、鯛やヒラメが泳ぐ、生簀のような池があるが、これはペンギン達のために黄場が用意したもの。
かもめ水平男子校
三宝鳥学園の近くにある男子校。
男子校であるにもかかわらず、制服は水兵が来ているようなセーラーの制服を着用し、夏は半袖、冬は長袖となっている。
学校名を略称すると「かも男」となり、「かもだん」と読む。「かもおとこ」ではないので注意が必要だが、歴代の三宝鳥学園の生徒に代々カモにされているらしい。
なお、保健室には地蔵が置いてある。

## 書誌情報
- 竹田エリ 『とりどりことり』 集英社〈ヤングジャンプコミックス愛蔵版〉、全3巻
  1. 2009年4月発売 ISBN 978-4-08-782235-9
  2. 2009年10月発売 ISBN 978-4-08-782249-6
  3. 2010年4月20日発売 ISBN 978-4-08-782274-8